# 高橋勝浩
高橋 勝浩（髙橋 勝浩、たかはし かつひろ、1963年〈昭和38年〉2月8日 - ）は、日本の政治家。東京都稲城市長（4期）。

## 来歴
東京都府中市出身。早稲田大学高等学院卒業。1985年（昭和60年）3月、早稲田大学政治経済学部卒業。同年4月、稲城市役所に入所、市立病院医事課長、財政課長、会計管理者、生活環境部長。
2011年（平成23年）1月、稲城市役所を退職。同年4月24日に行われた稲城市長選挙に自由民主党・みんなの党の推薦を受けて出馬。元市議の藤原愛子、元市議の伊藤正実を破り初当選した（高橋：15,462票、藤原：10,217票、伊藤：8,358票）。投票率は53.48％だった。4月27日、市長に就任。
2015年（平成27年）、再選。2019年（平成31年）、共産党地区常任委員の新人を破り3選。2023年（令和5年）、自民・公明の推薦を受け、共産党推薦の新人を破り4選。